# Literatura medieval oral i tradicional en èuscar

## Romanços: model epicomedieval

### Eresiak

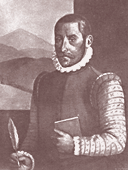
Esteban de Garibay, cronista basc que replegà gran part de la literatura medieval oral conservada hui

Les primeres referències indirectes a una literatura oral popular en èuscar provenen del Fur Vell de Biscaia, del 1452, en què s'ordenava:
"...sobre dones que són conegudes per desvergonyides i manifasseres de veïnatges, i posen cobles i cançons a manera de libelo inflamatori (que el Fur anomena "profazadas")".
Les eresiak recollides d'aquella època i aquesta prohibició ens confirmen que les dones (anomenades en el fur profazadas) componien versos en ocasió de duels i festes. Hi ha constància que eren elles les que s'especialitzaren en les eresiak, planys fúnebres que es recitaven en funerals i vetles. La circumstància de pronunciar aquests planys en públic i estar dirigits a un auditori feia que aquestes improvisadores continguessen una dramatització molt particular a què de vegades responien d'altres, i originaven debats en vers semblants als dels bertsolaris moderns. Tant per a Manuel Lekuona com per a Koldo Mitxelena, aquelles dones improvisadores eren bertsolaris que foren censurades per aquesta prohibició:
"De quina manera es pot plànyer i posar dol pels difunts... Van ordenar, i establien per llei, que d'ara endavant quan algú muira a Biscaia […] no es gose fer cap plor estirant-se els cabells, ni esquinçant-se la cara, ni descobrint-se el cap, ni plore cantant, ni prenguen dol de gerga, sota pena de mil maravedís a cadascú que el contrari fes per cada vegada."
Hi ha una gran varietat de versos aplegats pels cronistes de l'època i molts altres que han perdurat en la memòria col·lectiva i que abans de ser perduts han tingut la fortuna de ser transcrits. Heus-ne ací alguns:
- Milia Lasturkoren eresia (segle xv)

- Errodrigo Zaratekoaren eresia (segle xv)

- Pedro Abendañoren kanta (1443)

- Martin Bañezen eresia (1464)

- Tercer cant d'Ahetzeko anderea (1425)

### Baladak

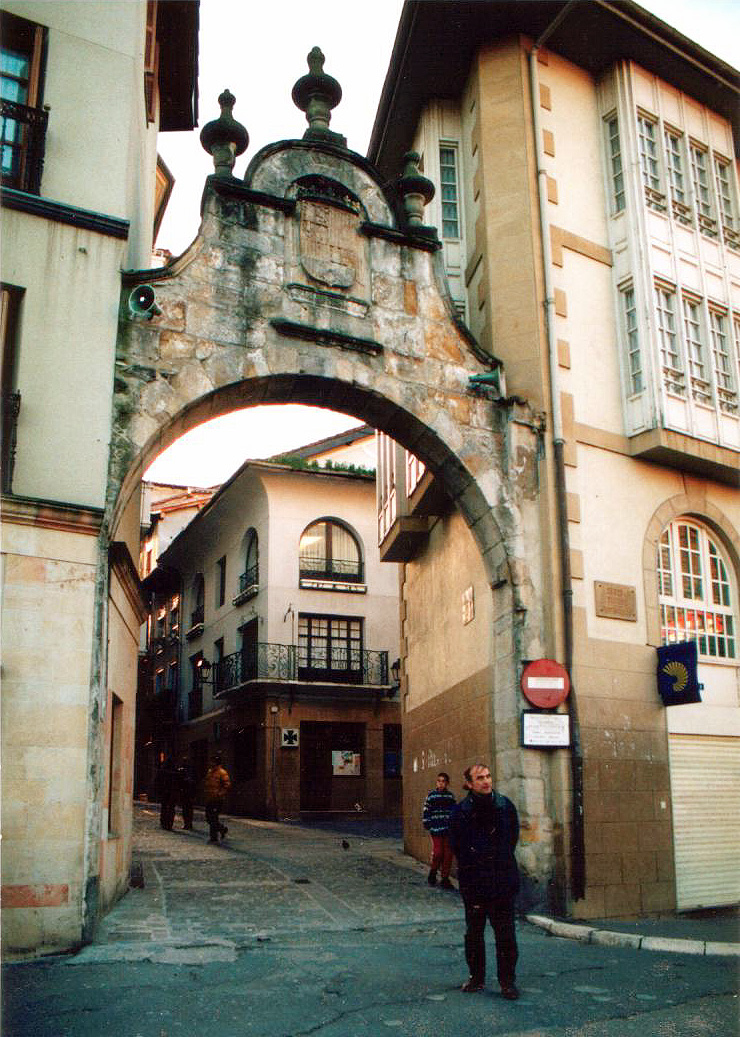
Porta d'Arrasate-Mondragón, una de les poques parts de la ciutat vella que sobrevisqué a la guerra civil del Regne de Navarra

Se'ls coneix també amb el nom de romanç, es basen en un relat de fets de tota mena (defuncions, batalles, incendis, relacions amoroses i infidelitats, etc.) i es classifiquen en el gènere conegut com a èpica. Són fruit de la literatura popular i s'han transmés oralment (de memòria): ser cantats o recitats amb mètrica o rima ha ajudat molt a preservar-los. La datació sol ser un dels principals problemes d'aquestes composicions, doncs malgrat que moltes es basen en fets històrics datats com la crema d'Arrasate (1448) o hi ha personatges rastrejables com un noble (en el cas del cantar de Bereterretxe), se'n desconeix la data de composició. És per això habitual en les balades medievals que la datació no siga precisa i varie un segle o més, sobretot en els casos en què la mateixa balada es recull en diferents dialectes, en anys diferents i per cronistes diferents.
Es desconeix l'autoria de totes les balades medievals, tot i que probablement es compongueren per la tradició dels koblakariak (bards) que es mantingué fins al s. XIX amb autors com Piarres Topet Etxahun, Jose Maria Iparragirre o Juan Ignacio Iztueta. Algunes balades recollides per cronistes renaixentistes:
- Primer i segon cant d'Ahetzeko anderea (1425)

- Bereterretxen khantoria (segle xv)[3]

- Bretainiako kantorea (segle xv)

- Arrasateko erreketa (1448)

## "Refranys i sentències comuns en basc" (1596)
Al 1596 apareix a Pamplona, amb el títol Refranys i sentències comuns en basc i declarats en romanç" un recull de 273 refranys en basc d'autor desconegut. Aquest document ha estat vital per a l'estudi del basc medieval pel sistema morfològic arcaic que empra, i ha estat molt difós, doncs autors com Arnaut Oihenart l'inclogueren en la seua col·lecció de refranys, Manuel de Larramendi en el Suplement del Trilingüe i Resurrección María de Azkue en el seu Diccionari.
Alguns refranys semblen haver estat traduïts d'altres autors de l'època, però la majoria són autòctons i populars, com demostra el seu ús en escuts com el de Guetxo:
“Kaltea dagianak, bizarra lepoan”
Igual que la història de molts altres llibres i manuscrits en basc, estigué a punt de desaparéixer, doncs l'únic exemplar del qual es té coneixement el trobà van Eys a la biblioteca de Darmstadt, però va desaparéixer durant la Segona Guerra Mundial i mai no el trobaren. Si no hagués estat per les poques còpies fetes s'hauria perdut per sempre.

## Una elegia, un drama: Juan de Amendux (1544-1580?)
Un altre dels pocs textos en basc que es conserven és un fragment (dos versos) d'una elegia, obra de Juan de Amendux. Nascut entre 1544-1545, son pare era metge i va morir al 1547 i un any després li acompanyaria la seua mare. Fins llavors havia viscut rere la plaça del Castell, al barri de la Navarreria. Com era usual en aquests casos, l'avi patern, Pereton Garro, es feu responsable legal del nen, i el portà al seu oncle (del mateix nom), que vivia a la Ribera Navarra. Amb 12 o 13 anys el dugueren a Saragossa a aprendre un ofici. Va servir a casa d'un fabricant de teixits, i durant aquest temps hagué de comprar-li la roba i calcer, i pagar 40 lliures a l'any al seu patró.
Malgrat haver-se compromés a servir durant cinc anys, va tornar en menys d'un a sa casa de Valtierra, ferit i malalt, i hagué de ser operat i va passar mesos al llit. El seu oncle l'enviià de nou a Saragossa, però amb l'excusa d'haver complert 14 anys se n'anà amb un familiar anomenat Lope de Echebelz. Sembla que gràcies als diners que aquest li donà va marxar a Sevilla "a servir amos" (segons els documents trobats), més ràpid torna a casa i marxa a Flandes, d'on va retornar després de només quatre mesos.
Veient que "no tenia quietud ni prenia seient en parc que enviés" Echebelz li obri una "botiga de sedes, llenços, draps i merceria…" al carrer Txapitel de Pamplona amb 400 ducats en béns de venda. En menys d'un any s'havia gastat tot i la tenda era endeutada. El dugueren a presó i al vuité mes (al setembre de 1567) denunciava la seua mala situació:
"té en la presó molta fam i necessitat i malalties en la seua persona".
És en aquesta situació quan compongué la seua elegia, de la qual només es conserven dos versos a l'Arxiu General de Navarra. Malgrat el negre panorama que els seus versos ens mostren va rebre ajuda d'algú, perquè el nomenaren agutzil de les Corts Generals en eixir de la presó. D'aleshores ençà no se sap res d'ell, tot i que es creu que pel 1580 ja havia mort, doncs en els registres apareix la vídua d'Amendux, el nom de la qual i data de matrimoni es desconeixen.
De la seua obra només s'han conservat dos poemes en què aquest jove enfonsat explica com aviat arruïnà les terres i riqueses del seu pare, i sense poder pagar els deutes fou empresonat. És aquest ambient negre i trist el que transmet el poema, que quant a estil, mètrica i rima no pot ser classificat en cap corrent.

## Elezaharrak(Llegendes)

### Àrabs i cristians
- Zaldiarango mairua (El moro de Zaldiaran)

- Mairuaren Leizea (La cova de la mora)

- Sorginaren ukendua (La pomada de la bruixa)

### Del camí de Sant Jaume
El camí de Sant Jaume tingué un paper fonamental com a via d'entrada a la península Ibèrica i per la influència econòmica que tingué en l'edat mitjana, sobretot a partir del segle xi, però també deixà una empremta fonda en els pobles que travessava. Trobem abundància de mites, no sempre cristians (com en el cas del bruixot de Bargota) al voltant de la via tolosana (Roncesvalles-Pamplona-Puente de la Reina) i en menor mesura de la ruta de la costa.
- Errolanen Kantua (El cant de Rotllà)

- Sant Birila abadea (L'abat Sant Birila)

- Sigurden kondaira (La llegenda de Sigurd)

- Eunate-Olkotz

- Txoriaren elezaharra (La llegenda de l'ocell)

- Gillen eta Felizia

- San Ataulfo

- Bargotako sorgina (El bruixot de Bargota)

- Zubiriko zubia (El pont de Zubiri)

- Obanosko Misterioa (El misteri d'Obanos)

### Herois i nobles
- Teodosio Goñikoa (Teodosi de Goñi)

- Arrasateko herensugea (El drac d'Arrasate)

- Giomar eta adarbakoitza (Giomar i l'unicorn)

- Jaun Zuria (Lope Fortún)

- Alostorrea

- Beltzuntzeko Gaston (Gaston de Beltzuntze)